# Дом горкома КПУ (Нежин)
Дом горкома КПУ — памятник архитектуры местного значения в Нежине. Сейчас здесь размещается управление труда и социальной защиты.

## История
Изначально был внесён в «список памятников архитектуры вновь выявленных» под названием Дом горкома КПУ с адресом улица Гоголя, 6А, а дом № 6 — дом Литовченко.
Приказом Министерства культуры и туризма от 21.12.2012 № 1566 присвоен статус памятник архитектуры местного значения с охранным № 10013-Чр под названием Дом горкома КПУ.

## Описание
Дом построен в 1950-е годы на месте дома Быковой (конца 19 века) и дома Гольдина (начало 20 века), разрушенных в 1943 году во время Великой Отечественной войны. Двухэтажный, каменный, прямоугольный в плане с ризалитом по центральной оси фасада. Ризалит украшен 4-колонным портиком, увенчанным треугольным фронтоном, в тимпане фронтона — барельеф, углы ризалита акцентированы пилястрами. Окна четырёхугольные.
В доме № 6 размещалась Нежинская музыкальная школа, основанная в 1943 году. В 1955 году школа была переведена в другой помещение — дом № 9 улицы Луначарского.